# Cetogénese
Cetogênese é o processo de produção de corpos cetônicos pelo fígado ( acetoacetato, B-hidroxibutirato e acetona) durante um jejum prolongado ou quadro diabético.
Nessa situação o organismo intensifica a lipólise visando aumentar a concentração de acetil-CoA dentro da mitocôndria (para gerar energia via ciclo de Krebs ou corpo cetônico).
Ocorre no fígado onde está acontecendo simultaneamente a gliconeogênese (condições de jejum intenso ou ausência  de carboidratos na alimentação). Aumentando-se a gliconeogênese aumenta o consumo de oxaloacetato, o ciclo de Krebs é inibido e o Acetil-CoA é direcionado à produção de corpos cetônicos: acetoacetato, B-hidroxibutirato e acetona.